# Agraphie
Der Ausdruck Agraphie (auch Agrafie) bezeichnet die Unfähigkeit, zu buchstabieren oder Wörter und Texte zu schreiben, obgleich die dafür notwendige Beweglichkeit der Hand (Motorik) und der Intellekt vorhanden sind. Die Dysgraphie (Dysgrafie) ist eine Schreibstörung im Sinne einer leichten Agraphie. Sie gliedert sich in Entwicklungsdysgraphie, bei der es zu Schwierigkeiten beim Erlernen des Rechtschreibens kommt, und in erworbene Dysgraphie. Hierbei handelt es sich um eine Störung des Schreibens nach vollendetem Spracherwerb.
Die Störung findet sich in der International Classification of Disablities (ICD-10) wieder. Sie wird mit dem Code R48.8 (Sonstige und nicht näher bezeichnete Werkzeugstörungen inklusive Agraphie und Akalkulie) gekennzeichnet.
Der Begriff Agraphia wurde 1869 von John William Ogle (1824–1905) geprägt.

## Ursachen
Agraphien sind Folgen von Hirnschädigungen und treten oft gemeinsam mit einer Aphasie auf.
Die häufigste Ursache für eine Aphasie und somit auch für die Agraphie sind Schädel-Hirn-Traumata (80 %). Des Weiteren können Schlaganfälle, Hirn- oder Hirnhautentzündungen, Hypoxien, Hirntumore, Angiome und Epilepsien zu diesem Verlust der Schreibfähigkeit führen.
Agraphie kann Folge von Isolationshaft sein. Viele Patienten haben nach einem Schlaganfall Schwierigkeiten mit dem Schreiben, weil sie unter einer Halbseitenlähmung (Hemiparese) leiden, ebenso bei zahlreichen anderen neurologischen Erkrankungen, wie zum Beispiel dem Pediatric Acute-onset Neuropsychiatric Syndrome (PANS). Ist die Seite der Schreibhand betroffen, ist das Schreiben aufgrund dieser Lähmung oft mühsam oder unmöglich, so dass mit der anderen Hand geschrieben werden muss. Häufig ist dies ebenfalls nicht möglich, weil eine Lähmung der Schreibhand häufig mit einer Aphasie verbunden ist und diese für die Agraphie verantwortlich ist.
Agraphie kann jedoch auch isoliert im Zusammenhang mit einer räumlich-konstruktiven Beeinträchtigung einhergehen.

## Formen
Es gibt verschiedene Formen von Agraphie, die bis zur kompletten Unfähigkeit zu schreiben reichen können:
- Lexikalische Agraphie:  schwer unterscheidbare Wörter können nicht ausgesprochen werden, visuelle Wortbilder entstehen eher aus visuellen und weniger aus phonologischen Engrammen; Läsion im linken Gyrus angularis (Area 39 nach Brodmann).

- Phonologische Agraphie:  Bei dieser Form können Betroffene reale Wörter verschriftlichen. Es ist ihnen jedoch nicht möglich, Neologismen (Wortneuschöpfungen) zu schreiben.[6] Grammatische Morpheme sind schwieriger abzurufen als lexikalische Morpheme. Bei einer ausgeprägten phonologischen Agraphie ist die Phonem-Graphem-Konvertierung schwer gestört.[5]

- Semantische Agraphie:  bedeutungshaltiges Material kann nicht ausgesprochen und geschrieben werden; Störungen der Bahnen von semantischer Region zum Wernicke-Areal und Gyrus angularis oder subkortikale Läsion.

- Globale Agraphie:  Bei dieser Form der Agraphie ist das Schreiben umfassend gestört. Fehler können bei allen Wörtern auftreten, egal ob diese lang, kurz, hoch- oder niederfrequent sind. Ebenso hat die Bedeutung der Wörter keinen Einfluss darauf, ob Fehler gemacht werden oder nicht. Entweder bestehen die Schreibversuche aus einer sinnlosen Aneinanderreihung von Graphemen oder werden schon nach ein bis zwei Buchstaben abgebrochen. Eine weitere Ausprägungsform der Fehler sind Perseverationen, hierbei werden Grapheme oder Silben mehrfach wiederholt.[7]

- Apraktische Agraphie:  Diese Form, eine Störung der Feinmotorik, ist meist mit Aphasie gekoppelt. Gestört sind bei Rechtshändern links parietale Regionen.

- Reine Agraphie:  Diese Form ist eine periphere Schreibstörung und kommt häufig bei räumlich-konstruktiven Störungen vor. Hierbei kommt es zu teilweise inkorrekter graphischer Gestaltung von Buchstaben, besonders bei selten vorkommenden Buchstaben, wie zum Beispiel x, y, q. Oft werden mehrere Versuche benötigt, um den korrekten Buchstaben zu produzieren. Die Störung kann sowohl bei der Umwandlung von Lauten zu Buchstaben, als auch beim Kopieren von vorgegebenen Wörtern auftreten. Beim Wechsel von Druck- in Schreibschriftbuchstaben oder auch Groß- in Kleinbuchstaben sind ebenfalls Schwierigkeiten bemerkbar. Die Störung betrifft ebenfalls Nichtsprachliches, das bedeutet, dass auch das Zeichnen bzw. Kopieren von Figuren schwierig ist.[5]

- Neglectdysgraphie:  Bei dieser Störung wird aufgrund des Neglects die linke Seite des Wortes weggelassen bzw. die linke Seite des Blattes nicht ausgenutzt.[6]

- Alexie mit Agraphie:  Hier können die Patienten weder lesen noch schreiben. Der Störung liegt jedoch keine aphasische Störung zu Grunde.[6]

Des Weiteren ist es notwendig, die Agraphie vom Analphabetismus abzugrenzen.
Im Bereich der erworbenen Dysgraphie sind weitere Formen zu unterscheiden:
- Oberflächendysgraphie:  der Betroffene weist Defizite im ganzheitlichen Schreiben auf, wobei das Schreiben von Pseudowörtern und regulären Wörtern weitgehend funktioniert. Wie im Logogen-Sprachverarbeitungsmodell beschrieben, wird die Phonem-Graphem-Korrespondenz (sublexikalische Route) verwendet. Das heißt, Schwierigkeiten treten vor allem bei Wörtern auf, welche man anders schreibt, als sie gesprochen werden (z. B. Axt wird als „Akst“ geschrieben). Dadurch treten bei regelgeleiteten Wörtern kaum Fehler auf.[8][9]

- Tiefendysgraphie:  Merkmale der Tiefendysgraphie sind semantische Fehler, bei denen es zu Ersetzungen von Zielwörtern kommt, zum Beispiel „Hund“ statt „Katze“. Die geschriebenen Wörter sind jedoch meist orthographisch richtig. Hochfrequente und konkrete lexikalische Morpheme können besser realisiert werden, als niedrigfrequente und abstrakte.[8]

## Verlauf und Prognose
Zum Spontanverlauf und zur Prognose der einzelnen Dysgraphiesyndrome liegen keine Untersuchungen vor. Aufgrund der Lokalisation (linkshemisphärisch) der Schädigung bei den meisten Formen vermutet man ähnliche Verläufe wie bei Aphasien.

## Therapie
Die Erfolgsaussichten einer Therapie beruhen wesentlich darauf, dass die Art und Ursache der Agraphie individuell diagnostiziert sind. Je nach Form der Agraphie können Sprachtherapie, Medikamente, chirurgische Eingriffe oder Kombinationen daraus erforderlich sein. Wenn die Agraphie auf neurodegenerativen Erkrankungen beruht, kann die Behandlung oft nur die Verschlechterung verzögern.

### Training graphomotorischer Muster
Die Strichführung von Einzelbuchstaben und Silben wird hochfrequent geübt, orientiert an der Standardschreibweise. Wenn der Patient aufgrund der Parese nicht in der Lage ist, seine frühere dominante Seite zum Schreiben zu benutzen, oder wenn ursprüngliche Muster nicht reaktivierbar sind, kann die Standardschreibweise vernachlässigt werden. Orthethische Schreibhilfen können verwendet werden.

### Reaktivierung der Phonem-Graphem-Konvertierung
Assoziationstherapie: Diese Therapieform bedient sich der Erarbeitung der meisten Grapheme des Deutschen. Dies erfolgt oft innerhalb von ca. 20 Therapiesitzungen. Eine flüssige Schreibweise wird meist nicht erreicht, jedoch kann die Assoziationstherapie als Kompensationsstrategie angewendet werden. Die Therapie erfolgt in drei aufbauenden Stufen.

### Medikamentöse Therapie
Wenn die Agraphie eine Folge von Erkrankungen wie Parkinson oder Schlaganfall ist, kann eine ursächliche medikamentöse Behandlung zur Verbesserung der Schreibfähigkeit beitragen. Bei Verkrampfungen der Schreibhand werden krampflösende Medikamente zusammen mit Entspannungstechniken und Bewegungstherapie angewandt.